# Selenia schojina
Selenia schojina là một loài bướm đêm trong họ Geometridae.